# Maximilian Weyrother

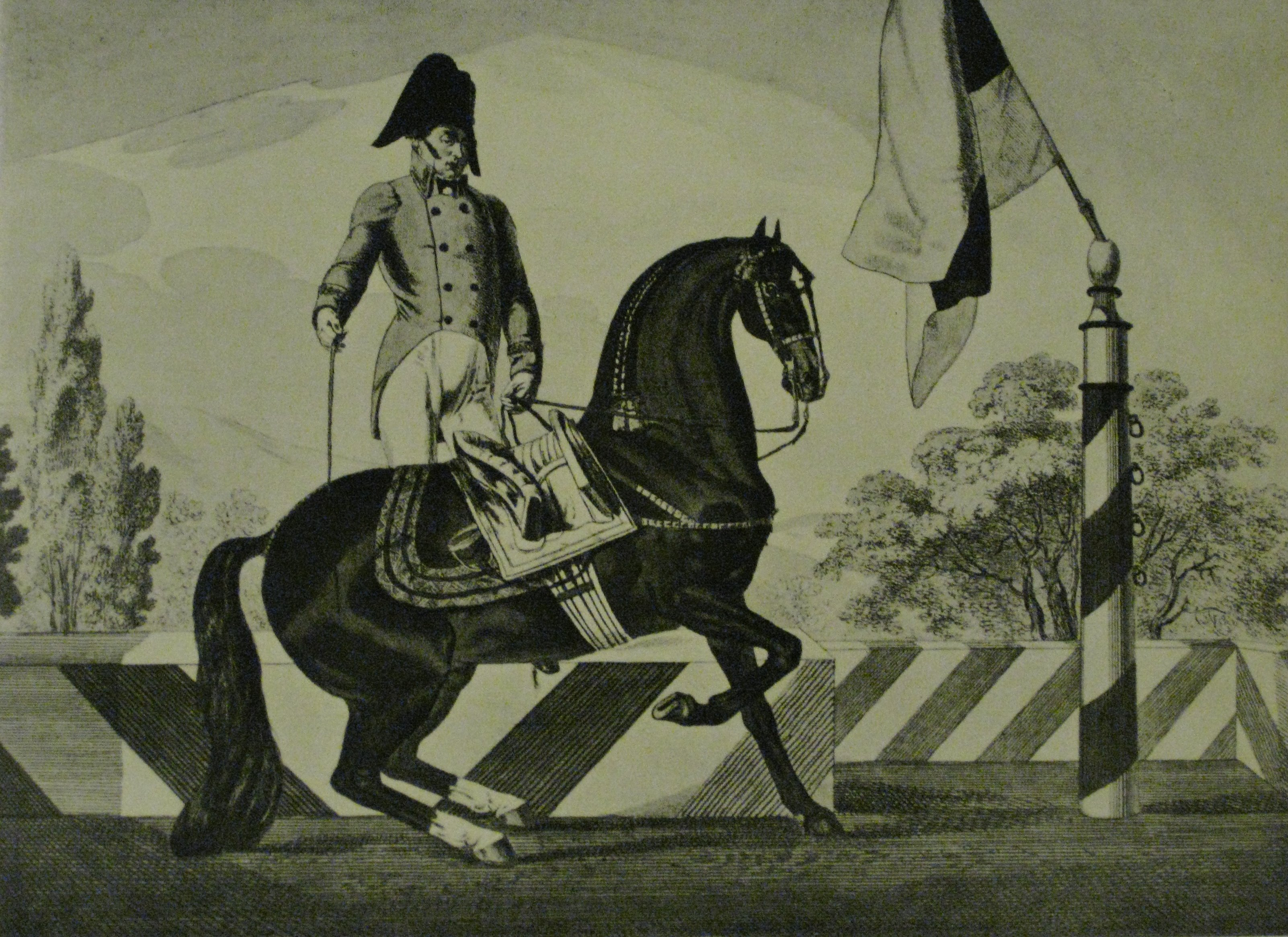
Gravure représentant Gottlieb von Weyrother (1815).

Maximilian Ritter von Weyrother (décédé en 1833) fut un cavalier ainsi que le directeur de l'École espagnole de Vienne de 1814 à 1833.
Cavalier, il est promu « écuyer en Chef » (Oberbereiter) dès 1813 à l'École espagnole. Son grand-père, Adam Weyrother, lui aussi écuyer en chef à l'École espagnole, aurait eu des contacts avec François Robichon de La Guérinière à Paris où il voyagea fréquemment. Son père et son frère Gottlieb furent eux aussi écuyers en chef dans cette école.
Sous la direction de Max von Weyrother, l'École espagnole devient la référence en termes d'école d'équitation au XIXe siècle en Europe centrale. Louis Seeger et Ernst Friedrich Seidler furent ses élèves les plus connus.